# Landtagswahlkreis Gänserndorf
Der Wahlkreis Gänserndorf (Wahlkreis 4) ist ein Wahlkreis in Niederösterreich, der den politischen Bezirk Gänserndorf umfasst. Bei der Landtagswahl 2013 ging die Österreichische Volkspartei (ÖVP) mit 46,80 % als stärkste Partei hervor, wobei die ÖVP auch als einzige der kandidierenden Parteien eines der drei Grundmandate erringen konnte.

## Geschichte
Niederösterreich war bis 1992 in vier Wahlkreise unterteilt, wobei der Bezirk Gänserndorf zum Landtagswahlkreis Viertel unter dem Manhartsberg gehörte. Mit der Landtagswahlordnung 1992 wurde die Zahl der Wahlkreise auf 21 erhöht und der Bezirk Gänserndorf zu einem eigenen Wahlkreis erhoben. Nach der Schaffung des Wahlkreises erzielte 1993 zunächst die Sozialdemokratische Partei Österreichs (SPÖ) die relative Mehrheit, seit 1998 ist die ÖVP die stärkste Partei im Wahlkreis.
Seit der Schaffung des Wahlkreises erreichte die Österreichische Volkspartei (ÖVP) mit einer Ausnahme bei jeder Landtagswahl im Wahlkreis Gänserndorf die relative Mehrheit, wobei das Ergebnis der Volkspartei zwischen 40 und 48 % schwankte. Ihr bisher bestes Ergebnis schaffte die ÖVP bei der Landtagswahl 2003 mit 48,4 %. Bei der letzten Landtagswahl im Jahr 2013 erreichte die ÖVP mit 46,8 % einen ähnlichen Wert. Dank ihres Ergebnisses konnte die ÖVP bei jeder Wahl im Wahlkreis Gänserndorf immer ein Grundmandat erreichen.
Die Sozialdemokratische Partei Niederösterreich (SPÖ) belegte bei der Landtagswahl 1993 mit 41,0 % noch den ersten Platz. Seitdem wurde die SPÖ jedoch bei jeder Wahl hinter der ÖVP nur noch zweitstärkste Partei. Nachdem sie 2003 mit 39,6 % fast an ihren Bestwert vom Jahr 1993 herangekommen war, rutschte die SPÖ 2008 und 2013 mit Verlusten von 9 % bzw. 5 % auf nur noch 25,8 % ab. Dennoch lag die SPÖ damit 2013 leicht über dem niederösterreichischen Landesergebnis.
Die Freiheitliche Partei Österreichs (FPÖ) konnten im Wahlkreis Gänserndorf bisher bei drei der fünf Wahlen den dritten Platz belegen, wobei sie 1998 mit 17,2 % ihr bestes Ergebnis erreichte. In der Folge stürzte sie aber im Zuge der Affäre um Peter Rosenstingl auf 4,6 % ab und landete damit 2003 hinter den Grünen auf Rang vier. Nachdem die FPÖ 2008 wieder auf 12,1 % zulegen konnte, fiel sie 2013 mit 8,9 % wieder auf Platz vier zurück.
Die Grünen – Die Grüne Alternative konnten sich zwischen 1993 und 2013 langsam, aber nahezu sukzessive von 2,8 auf 6,2 % steigern, wobei sie 2003 auf Grund der Schwäche der FPÖ kurzfristig den 3. Platz belegen konnten. 2013 fielen die Grünen jedoch durch das Antreten des Team Stronach (FRANK bzw. TS) auf den fünften Platz zurück. Das Team Stronach konnte hingegen bei seinem ersten Antreten auf Anhieb 10,7 % erreichen und stieß dadurch auf den dritten Platz der kandidierenden Parteien vor.

## Wahlergebnisse
| Wahltermin      | GM |                    | ÖVP   | SPÖ   | FPÖ   | GRÜNE | Sonstige |
| 16. Mai 1993    |    | Stimmenanteile (%) | 40,12 | 41,04 | 13,66 | 2,84  | 1,34     |
| 16. Mai 1993    | 3  | Grundmandate       | 1     | 1     | 0     | 0     | 0        |
| 22. März 1998   |    | Stimmenanteile (%) | 40,26 | 35,46 | 17,24 | 3,81  | 3,24     |
| 22. März 1998   | 3  | Grundmandate       | 1     | 1     | 0     | 0     | 0        |
| 30. März 2003   |    | Stimmenanteile (%) | 48,39 | 39,56 | 4,64  | 5,95  | 1,46     |
| 30. März 2003   | 3  | Grundmandate       | 1     | 1     | 0     | 0     | 0        |
| 9. März 2008    |    | Stimmenanteile (%) | 47,91 | 30,92 | 12,09 | 5,90  | 3,18     |
| 9. März 2008    | 3  | Grundmandate       | 1     | 1     | 0     | 0     | 0        |
| 3. März 2013    |    | Stimmenanteile (%) | 46,80 | 25,82 | 8,90  | 6,19  | 12,28    |
| 3. März 2013    | 3  | Grundmandate       | 1     | 0     | 0     | 0     | 0        |
| 28. Jänner 2018 |    | Stimmenanteile (%) | 46,40 | 28,19 | 16,49 | 5,34  | 3,58     |
| 28. Jänner 2018 | 3  | Grundmandate       | 1     | 0     | 0     | 0     | 0        |
| 29. Jänner 2023 |    | Stimmenanteile (%) | 39,50 | 24,90 | 24,95 | 5,42  | 5,22     |
| 29. Jänner 2023 | 3  | Grundmandate       | 1     | 0     | 0     | 0     | 0        |